# FG Union Heidelberg
Die FG Union Heidelberg ist ein deutscher Fußballverein aus Heidelberg-Weststadt. 
Heimstätte des Clubs ist die Sportanlage am Harbigweg.

## Geschichte
Die FG Union Heidelberg wurde im Jahr 1911 gegründet. 1927 fusionierte die Union kurzzeitig mit dem VfB Heidelberg 02, trat ab 1928 aber wieder selbständig in Erscheinung.
Auf sportlicher Ebene spielte der Club in den Meisterschaften des Verbandes Süddeutscher Fußball-Vereine keine Rolle. Nach Machtübernahme der Nationalsozialisten und erfolgter Umstellung des Ligasystems spielte Union ab 1933 in der zweitklassigen Fußball-Bezirksklasse Unterbaden. In der Spielzeit 1943/44 setzte sich der Verein in der Aufstiegsrunde zur Gauliga Baden 1944/45 gegen Alemannia Rheinau und Germania Friedrichsfeld durch und stieg in die Gauliga Baden auf. In der Spielzeit 1944/45 traf die FG Union Heidelberg auf gestandene Gauligisten wie den SV Waldhof Mannheim, den VfL Neckarau und den VfR Mannheim. Nachdem der Verein zu den Spielen in Mannheim gegen Waldhof und den VfR nicht angetreten war, wurde die Mannschaft von allen weiteren Spielen in dieser Saison ausgeschlossen.
Nach 1945 trat die Union zwischen 1963 und 1972 in der Amateurliga Rhein-Neckar noch einmal kurzzeitig im höherklassigen Fußball der Kurpfalz an, eine realistische Chance zum Aufstieg zur Amateurliga Baden bestand jedoch nicht. In der Folgezeit blieb die Union Heidelberg hinter den Lokalrivalen des Dresdner SC Heidelberg sowie der SG Heidelberg-Kirchheim deutlich zurück und versank in der Bedeutungslosigkeit des kurpfälzischen Fußballs.

## Statistik
- Teilnahme Gauliga Baden 1944/45
- Teilnahme Amateurliga Rhein-Neckar: 1963/64 bis 1971/72